# Stan Mortensen
Stanley Harding Mortensen (South Shields, 1921. május 26. – South Shields, 1991. május 22.), angol válogatott labdarúgó, edző.
Az angol válogatott tagjaként részt vett az 1950-es világbajnokságon.

## Sikerei, díjai
Blackpool
- Angol kupa (1): 1952–53

Egyéni
- Az angol bajnokság gólkirálya (1): 1951 (33 gól)